# Selección femenina de baloncesto sub-20 de Inglaterra
La selección femenina de baloncesto sub-20 de Inglaterra es un equipo nacional de baloncesto de Inglaterra, administrado por Basketball England. Representa al país en las competiciones internacionales femeninas de baloncesto sub-20. En 2002 y 2004, el equipo participó en las clasificaciones del Campeonato Europeo de Baloncesto Femenino Sub-20.

## Jugadores

### Equipo actual
En la clasificación del Campeonato Europeo de Baloncesto Masculino Sub-20: (último equipo oficial antes de la formación de la selección femenina de baloncesto sub-20 de Gran Bretaña)
| No. | Jugadores                  | Fecha de nacimiento (edad) | Altura          |
| 4   | Laura Beth West            | 31 de mayo de 1987         |                 |
| 5   | Stacey Leigh Kirk          | 23 de septiembre de 1986   |                 |
| 6   | Vikki Louise Willmore      | 3 de mayo de 1985          |                 |
| 7   | Francesca Alice Morton     | 6 de junio de 1985         |                 |
| 8   | Emma Victoria Brocklehurst | 31 de enero de 1987        |                 |
| 9   | Jennifer Fields            | 28 de febrero de 1986      |                 |
| 10  | Kanda Rogers               | 31 de mayo de 1986         |                 |
| 11  | Leandra Faye Little        | 8 de noviembre de 1984     |                 |
| 12  | Hayley Louise Swann        | 13 de enero de 1986        |                 |
| 13  | Kate Butters               | 25 de julio de 1986        | 1,78 m (5′ 10″) |
| 14  | Amelia Frances Watkins     | 16 de abril de 1986        |                 |
| 15  | Verity Alice Peets         | 4 de octubre de 1988       |                 |

## Resultados

### Por año

#### 2001
| 8 de agosto de 2001 | Portugal | 68-59   | Inglaterra |  |  |
|                     |          | Reporte |            |  |  |

| 9 de agosto de 2001 | Inglaterra | 61-45   | Dinamarca |  |  |
|                     |            | Reporte |           |  |  |

| 10 de agosto de 2001 | Italia | 58-53   | Inglaterra |  |  |
|                      |        | Reporte |            |  |  |

| 11 de agosto de 2001 | Inglaterra | 45-84   | Francia |  |  |
|                      |            | Reporte |         |  |  |

| 12 de agosto de 2001 | Inglaterra | 78-66   | Bélgica |  |  |
|                      |            | Reporte |         |  |  |

#### 2003
| 30 de julio de 2003 | España | 82-31   | Inglaterra |  |  |
|                     |        | Reporte |            |  |  |

| 31 de julio de 2003 | Inglaterra | 46-95   | Italia |  |  |
|                     |            | Reporte |        |  |  |

| 1 de agosto de 2003 | Portugal | 65-37   | Inglaterra |  |  |
|                     |          | Reporte |            |  |  |

| 2 de agosto de 2003 | Inglaterra | 44-71   | Irlanda |  |  |
|                     |            | Reporte |         |  |  |

| 3 de agosto de 2003 | Inglaterra | 45-66   | Bélgica |  |  |
|                     |            | Reporte |         |  |  |